# Welcome (album de Santana)
Pour les articles homonymes, voir Welcome.
Albums de Santana Band
Caravanserai
(1972) Borboletta
(1974)
Album solo par Carlos Santana
Love, Devotion, Surrender
(1973) Illuminations
(1974)
Welcome (1973) est le 5e album studio du groupe rock latino Santana.

## Historique
En 1972 Carlos Santana est rebaptisé "Devadip" par le guru Sri Chinmoy. Comme pour Love, Devotion, Surrender sorti la même année, Carlos rend un hommage à John Coltrane et il poursuit l'esprit musical de Caravanserai. La pièce-titre est une reprise de John Coltrane sur son album Kulu Sé Mama. Le guitariste John McLaughlin joue sur une chanson, on y retrouve aussi la chanteuse Flora Purim sur Yours is the light. 
L'album alterne du rock percussif avec de la musique méditative, Santana s'éloigne de ses racines latino. La formation est quelque peu différente sur cet album, le guitariste Neal Schon et le claviériste Gregg Rolie ayant quitté pour former Journey, Tom Coster fait son entrée avec le chanteur Leon Thomas. Alice Coltrane, la veuve de John Coltrane, a collaboré aux arrangements de la pièce-titre avec le groupe, qui a été adaptée d'après la Symphonie du Nouveau Monde de Dvorak.

## Titres de l’album
1. Going Home (Adapté de la Symphonie du nouveau monde d'Antonín Dvořák. Arr.: Alice Coltrane et Santana) – 4:11
2. Love, Devotion, and Surrender (Kermode, Santana) – 3:38
3. Samba de Sausalito (Areas) – 3:11
4. When I Look into Your Eyes (Coster, Shrieve) – 5:52
5. Yours Is the Light (Kermode, Shrieve) – 5:47
6. Mother Africa (Coster, Mann, Santana) – 5:55
7. Light of Life (Coster, Kermode, Santana) – 3:52
8. Flame Sky (McLaughlin, Rauch, Santana) – 11:33
9. Welcome (John Coltrane) – 6:35

Pièce bonus sur l'édition remasterisée 2003 en CD :
1. Mantra - Santana, Shrieve, Coster - 6:10

## Personnel
- Carlos Santana - guitare acoustique (2), guitare électrique (2-5,7-9), basse (6), kalimba (6), percussions (1, 7), chant (2), producteur
- Tom Coster - orgue Yamaha (1, 4, 6, 8), orgue Hammond (2, 4, 5), orgue (7), piano acoustique (6, 8, 9), piano électrique (3, 7), marimba (6), percussions (3), arrangements des cordes (7), producteur
- Richard Kermode - orgue Hammond (1, 3, 8), piano acoustique (5), piano électrique (2, 4, 7, 9), mellotron (1), marimba (4), shekere (4, 6), percussions (3)
- Doug Rauch - basse (1, 5, 7, 9)
- Michael Shrieve - batterie (1, 2, 4, 8)
- José Chepitó Areas - percussions (3, 9), congas (3), timbales (2,3,6,7)
- Armando Peraza – percussion (1,3,9) congas (2,4-8), bongos (4), cabasa (5)
- Leon Thomas - chant (2, 4, 7), sifflements (5)

## Musiciens invités
- John McLaughlin - guitare (8)
- Flora Purim - chant (5)
- Wendy Haas - chœurs (2, 4)
- Douglas Rodriguez - guitare rythmique (4)
- Joe Farrell : Flûte solo (4)
- Bob Yance – flûte (4, 5)
- Mel Martin – flûte (4, 5)
- Jules Broussard - saxophone soprano 6)
- Greg Adams - arrangements des cordes (7)
- Tony Smith (en) - batterie (3)